# Heinz Leymann
Heinz Leymann, född 17 juli 1932 i Wolfenbüttel, död 26 januari 1999 i Jakobsberg, Järfälla församling, var en tysk-svensk psykolog. Han räknas som en pionjär i forskningen kring vuxenmobbning.
Leymann blev svensk medborgare i mitten av 1950-talet och disputerade 1978 för filosofie doktorsexamen i pedagogisk psykologi vid Stockholms universitet. 1990 disputerade han i psykiatri vid Umeå universitet och blev doktor i medicinsk vetenskap med grund i sin kliniska verksamhet som legitimerad psykolog. Han blev senare professor i psykologi vid Umeå universitet. Hans uppmärksammade forskning kring vuxenmobbning under 1980-talet baserade sig inledningsvis på ingående fallstudier av sjuksköterskor som begått eller försökt begå självmord med bakgrund i händelser på deras arbetsplatser.